# بات-اولزی (اوورخنگای)
بات-اولزی (به لاتین: Bat-Ölzii) یک منطقهٔ مسکونی در مغولستان است که در استان اوورخانگای واقع شده‌است.